# Rivière Tongue
Pour les articles homonymes, voir Tongue River.
La Tongue River est une rivière américaine, des États du Wyoming et du Montana, affluent de la rivière Yellowstone, donc un sous-affluent du Mississippi, par le Missouri.

## Géographie
Elle prend sa source dans les Black Hills, dans l'État du Wyoming, s'écoule vers le nord, traverse Sheridan puis entre dans le Montana pour se jeter dans la rivière Yellowstone à Miles City.